# Вольновское сельское поселение (Омская область)
Вольновское се́льское поселе́ние — муниципальное образование в Полтавском районе Омской области Российской Федерации.
Административный центр — село Вольное.

## История
Статус и границы сельского поселения установлены Законом Омской области от 30 июля 2004 года № 548-ОЗ «О границах и статусе муниципальных образований Омской области».

## Население
| 2010  | 2011  | 2012  | 2013  | 2014  | 2015  | 2016  |
| ----- | ----- | ----- | ----- | ----- | ----- | ----- |
| 2187  | ↘2179 | ↘2136 | ↘2117 | ↘2080 | ↘2057 | ↘2006 |
| 2017  | 2018  | 2019  | 2020  | 2021  | 2023  |       |
| ↘1938 | ↘1878 | ↘1842 | ↘1795 | ↗1848 | ↘1792 |       |

## Состав сельского поселения
| № | Населённый пункт | Тип населённого пункта       | Население |
| - | ---------------- | ---------------------------- | --------- |
| 1 | Бежевка          | деревня                      | ↘216      |
| 2 | Бородинка        | деревня                      | 166       |
| 3 | Вольное          | село, административный центр | ↗1219     |
| 4 | Длинное          | деревня                      | ↗252      |
| 5 | Добрянка         | деревня                      | ↗331      |
| 6 | Новотроицк       | деревня                      | ↘3        |